# Kadan Kyun
Kadan Kyun es la isla más grande del archipiélago de Mergui, en Birmania. Su superficie es de 450 km². El punto más alto es el Pico de la Bahía francesa (767 m o 2.516 pies), que también es el punto más alto del archipiélago.
Bajo el gobierno británico, la isla era conocida como (King Island o King's Island) o la Isla del Rey y más tarde como Isla Kadan o Kyun Kadan, basándose en la pronunciación local.
Entre las comunidades de la isla Kadan se pueden mencionar: Gyindaungchaung,  Kabingyaung,  Kapa, Kyataw, Mayanchaung, Tharawuntaungnge  y Yemyitkyi.